# Abborrtjärnen (Selångers socken, Medelpad)
Abborrtjärnen är en sjö i Sundsvalls kommun i Medelpad och ingår i Selångersåns huvudavrinningsområde.